# Sinosauropteryx
 Sinosauropteryx  ist eine Gattung kleiner theropoder Dinosaurier aus der Unterkreide von China. Bei seiner wissenschaftlichen Erstbeschreibung 1996 war er der erste Dinosaurier außerhalb der Avialae (Vögel und nahe Verwandte), bei dem Federn nachgewiesen werden konnten. Sinosauropteryx lebte im Aptium vor etwa 126 bis 113 Millionen Jahren. Die einzige bekannte Art ist Sinosauropteryx prima. Sinosauropteryx demonstriert, wie viele andere gefiederte Dinosaurier, eine große stammesgeschichtliche Nähe zu den Vögeln, die von fleischfressenden Dinosauriern abstammen.
Bislang sind drei sehr gut erhaltene Fossilien des Tieres in Liaoning gefunden worden, mit Fußabdrücken, Federn, Mageninhalt, noch nicht abgelegten Eiern und inneren Organen. Zwei Fossilien wurden 1996 in der Yixian-Formation bei Sihetun in der Provinz Liaoning im Nordosten von China entdeckt. Das erste Fossil wurde von Bauern bei der Feldarbeit in einem urgeschichtlichen Flussbett gefunden, das als sehr ergiebiger Fundort von Fossilien gilt.

## Merkmale

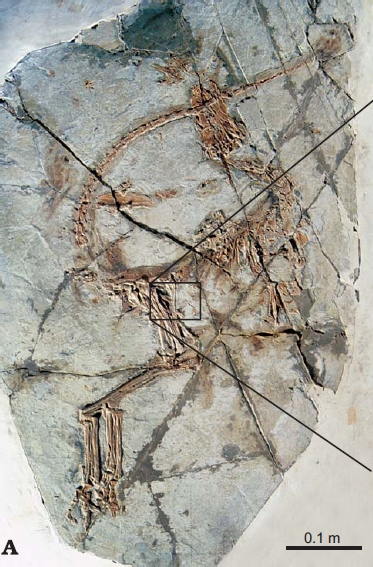
Individuum GMV 2124 mit Säugerresten im Bauchraum

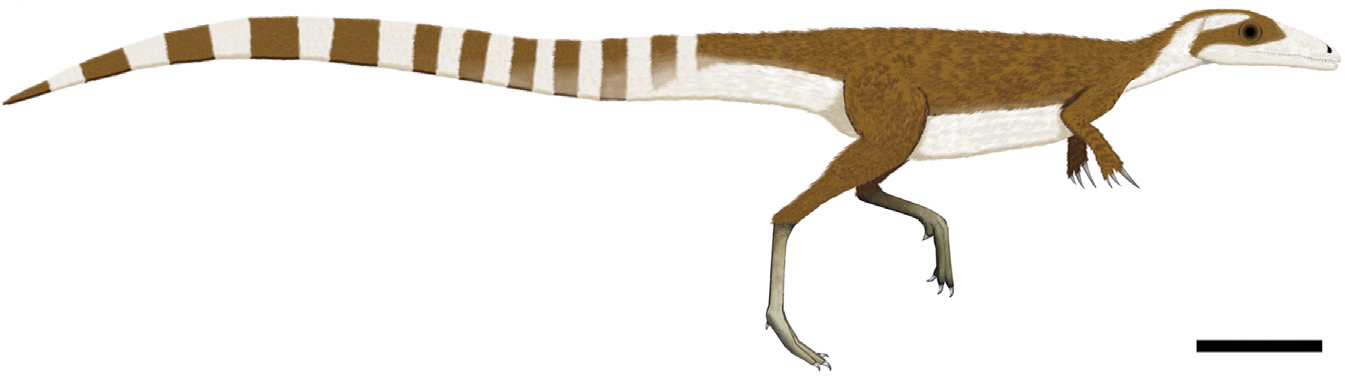
Lebendrekonstruktion

Sinosauropteryx ist eine Theropodengattung, die mit Protofedern bedeckt ist. Die daunenförmigen Urfedern von Sinosauropteryx, die entlang seines Rückens und seiner Seiten wachsen und hinter seinem Kopf mähnenförmig aussehen, verleihen den Sauriern nicht die Fähigkeit zu fliegen, sondern dienten wohl mehr der Wärmeisolierung. Die Federn haben eine Länge von etwa zwei Millimeter (die längsten bis 3,8 Zentimeter).
Ausgewachsen erreichte Sinosauropteryx eine Körperlänge von etwa 1,25 Meter und lief auf zwei langen Beinen (Bipedie). Die Hüfte befindet sich in einer Höhe von etwa 29 Zentimetern. Sein Gewicht wird auf 2,5 Kilogramm geschätzt. Beide Arme sind wie die anderer Theropoden kurz, die Zähne scharf; vermutlich hat er kleine Tiere und Insekten gejagt. Im Magen des Individuums GMV 2124 konnten die Unterkiefer von drei Säugetieren bestimmt werden, zwei gehören zu Zhangheotherium, einer gehört zu dem Multituberculaten Sinobaatar. Sinosauropteryx hatte im Verhältnis zur Gesamtlänge den längsten Schwanz aller Theropoden. Vermutlich wurde der Schwanz benutzt, um beim Laufen schnell zu wenden.
2010 wurde in der Fachzeitschrift Nature eine wissenschaftliche Arbeit veröffentlicht, in der von fossil erhaltenen Melanosomen in den Federn von Sinosauropteryx berichtet wird. Melanosomen geben Federn und Haaren ihre Farbe. Zhang et al. konnten durch die Analyse der Struktur und der Verteilung der Melanosomen eine Bänderung des Schwanzes von Sinosauropteryx mit hellen und dunklen Streifen nachweisen, wobei die dunkleren Streifen rotbraun beziehungsweise kastanienfarben waren. Weitergehende Untersuchungen der Färbung lassen vermuten, dass Sinosauropteryx eine dunkle Rücken- und eine helle Bauchschattierung (Konterschattierung), sowie eine dunkle Gesichtsmaske (ähnlich einem Waschbär) hatte.